# Rony Julajuj
Alex Rony Julajuj, né le 15 février 1998, est un coureur cycliste guatémaltèque.

## Biographie
En 2016, Rony Julajuj se fait remarquer chez les juniors (moins de 19 ans) en devenant double champion du Guatemala, sur route et en VTT. L'année suivante, il participe à son premier Tour du Guatemala.
Lors de la saison 2019, il se distingue en terminant deuxième du Championnat du Guatemala en ligne, derrière Mardoqueo Vásquez mais devant le meilleur coureur du pays Manuel Rodas. Il s'empare à cette occasion du titre chez les espoirs (moins de 23 ans). Il remporte également également la première étape puis le classement général du Tour por la Paz, course par étapes du calendrier national. En fin d'année, il se classe onzième du Tour du Costa Rica, tout en ayant terminé deuxième d'une étape.
En novembre 2020, il termine sixième et meilleur jeune du Tour du Guatemala. En 2021, il est sacré champion du Guatemala sur route chez les élites. Il s'impose par ailleurs sur la première édition du Tour du Honduras, tout en ayant gagné deux étapes.

## Palmarès et résultats

### Par année
- 2016
  -  Champion du Guatemala sur route juniors
  -  Champion du Guatemala de VTT cross-country juniors
- 2019
  -  Champion du Guatemala sur route espoirs
  - Tour Por La Paz :
    - Classement général
    - 1re étape

  - 2e de la Holy Saturday Cross Country Cycling Classic
  - 2e du championnat du Guatemala sur route
- 2021
  -  Champion du Guatemala sur route
  - Tour du Honduras :
    - Classement général
    - 1re et 4e étapes
- 2022
  -  Médaillé d'argent du championnat d'Amérique centrale sur route
  - 3e du championnat du Guatemala du contre-la-montre par équipes
- 2024
  - Tour Por La Paz :
    - Classement général
    - 3e étape

  - 1re étape de la Vuelta Altiplano Marquense
  - 2e de la Holy Saturday Cross Country Cycling Classic
  - 3e de la Vuelta Altiplano Marquense
  - 3e du championnat du Guatemala sur route
- 2025
  - 2e du championnat du Guatemala du contre-la-montre

### Classements mondiaux
| Année            | 2019 | 2020 |
| ---------------- | ---- | ---- |
| UCI America Tour | 156e | 97e  |